# Српкиња (филм)
Српкиња је југословенско-немачки филм снимљен 1991. године. Режирао га је Петер Зер, који је написао и сценарио према новели Зигфрида Ленца.

## Улоге
| Глумац               | Улога                    |
| -------------------- | ------------------------ |
| Мирјана Јоковић      | Добрила Корић            |
| Бен Бекер            | Аћим                     |
| Паскал Бројер        | Макс                     |
| Владимир Торбица     | Влади                    |
| Јоахим Регелиен      | Руди                     |
| Петер Карстен        | Цариник                  |
| Волкер Прехтел       |                          |
| Мартин Абрам         |                          |
| Борут Алујевић       |                          |
| Вернер Асам          |                          |
| Јоаким Бауер         |                          |
| Карл Екснер          |                          |
| Аксел Ганц           |                          |
| Карл Фридрих Герштер |                          |
| Унал Гумуш           |                          |
| Иван Бекјарев        | Добрилин отац            |
| Душан Јанићијевић    | Шалтерски службеник      |
| Милош Кандић         | Радник у пошти           |
| Миодраг Крстовић     | Возач аутобуса           |
| Ратко Танкосић       | Гастрабајтер из аутобуса |
| Миња Војводић        | Шверцер                  |
| Јанез Врховец        | Адвокат                  |
| Предраг Милинковић   | Златар                   |
| Снежана Никшић       |                          |
| Мартин Валч          | Золнер                   |
| Дагмар Лауренс       |                          |
| Мајкл Мертенс        |                          |
| Такахиро Мурајама    |                          |
| Мирослав Немец       |                          |
| Ханс Пешч            |                          |
| Хајдрун Петерсен     |                          |
| Драго Рагутин        |                          |
| Чарли Рин            |                          |
| Сабрина Садиковић    |                          |
| Мајкл Скринер        |                          |
| Јозеф Шварц          |                          |
| Јохан Шибершнајдер   |                          |
| Унал Силвер          |                          |
| Божо Шпајц           |                          |
| Роберт Шпиц          |                          |
| Винфред Штајнхоф     |                          |
| Силвиа Турн          |                          |
| Дарио Варга          |                          |
| Вилфред Зандер       |                          |
| Јакуп Оксузоглу      |                          |